# The Rounders
The Rounders (br: Carlitos na farra / pt: Que noite) é um filme mudo de curta-metragem estadunidense de 1914, do gênero comédia, escrito, dirigido e protagonizado por Charles Chaplin. Foi feito no período em que Chapin completava um ano de carreira no cinema.

## Sinopse

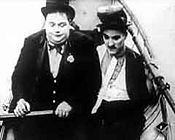
Cena do filme

Dois homens, para escaparem das reclamações de suas esposas, vão a um restaurante para beber. As mulheres vão atrás deles e a dupla foge e se esconde em um bote, que fica cheio de água.

## Elenco
- Charles Chaplin .... Carlitos
- Roscoe Arbuckle .... vizinho de Carlitos
- Phyllis Allen .... esposa de Carlitos
- Minta Durfee .... esposa do vizinho
- Al St. Joe .... Bellhop / garçom
- Jess Dandy .... comensal
- Wallace MacDonald .... comensal
- Charley Chase .... comensal